# Wissenschaftler
Wissenschaftler (in Österreich und der Schweiz auch Wissenschafter) sind Personen, die sich systematisch mit Wissenschaft und ihrer Weiterentwicklung beschäftigen. Das muss nicht hauptberuflich geschehen – siehe Privatgelehrter oder bürgerwissenschaftliche Forschung z. B. in Bereichen wie Amateurastronomie oder Speläologie. Viele Wissenschaftler sind als Forscher tätig, häufig auch als Hochschullehrer.
Die Promotion dient dem formellen Nachweis der Fähigkeit zum selbstständigen wissenschaftlichen Arbeiten nach den Regeln des jeweiligen Faches.

## Bereiche
Die Wissenschaften lassen sich in mehrere große Bereiche einteilen wie
- Naturwissenschaften
- Geisteswissenschaften
- Humanwissenschaften
- Ingenieur- und Strukturwissenschaften
- Sozial- und Wirtschaftswissenschaften

Die in ihnen wissenschaftlich tätigen Personen tragen eine entsprechende Bezeichnung wie Naturwissenschaftler oder Geisteswissenschaftler. Ihre Tätigkeit lässt sich zusätzlich den Bereichen Grundlagenforschung, Angewandte Wissenschaften oder Entwicklung zuordnen. In praktischen Berufen aktive Personen wie Ärzte, Lehrer, Anwälte oder Apotheker haben zwar eine wissenschaftliche Ausbildung, werden aber, sofern sie nicht an Hochschulen oder Forschungsinstituten tätig sind, nicht zu den Wissenschaftlern gezählt.

### Naturwissenschaften
Innerhalb der fünf Bereiche sind für die jeweilige Tätigkeit zahlreiche Bezeichnungen gebräuchlich (deren Vielfalt in den Naturwissenschaften besonders groß ist), beispielsweise
- Physiker (Atomphysiker, Geophysiker usw.)
- Chemiker (anorganisch-technischer Chemiker, Biochemiker, Umweltchemiker usw.)
- Astronom (Astrophysiker, Planetologe usw.)
- Erdwissenschafter, Geologe, Geodät, Geograph usw.
- Biologe (Molekularbiologe, Genetiker usw.)
- Psychologe (Experimentalpsychologe, Neurowissenschaftler, Biopsychologe usw.)

Gebiete überlappen sich jedoch auch, z. B. Physikalische Chemie, Materialwissenschaft (ebenfalls Physik und Chemie), Seismik (Erdwissenschaft und Physik).

### Geisteswissenschaften
Auch innerhalb der Geisteswissenschaften existiert eine große Vielfalt an Forschungsbereichen, wie z. B.
die Philosophie, die Pädagogik, Teile der Psychologie, die Soziologie, die Anthropologie, die Germanistik, die Anglistik oder die Kulturwissenschaften.

## Vorwiegende Tätigkeit
Die vorwiegende Tätigkeit eines Wissenschaftlers kann demnach sein:
- wissenschaftliche Forschung auf seinem Gebiet oder im Übergangsbereich zu Nachbardisziplinen
- Lehrtätigkeit als Professor an einer Hochschule
- Forschung als Assistent unter der Leitung und Anleitung eines Professors
  - z. B. auch als Mediziner an einer forschenden Klinik oder einem Forschungsinstitut
- Angewandte Forschung und Entwicklung (F/E oder F&E, englisch R&D – research & development)
- Leitung und/oder Verwaltung von Institutionen für F/E bzw. von großen Projekten.

## Arbeit in Organisationen
Die wichtigsten Institutionen, an denen Wissenschaftler arbeiten, sind:
- Wissenschaftliche Hochschulen (als Professor, Dozent, Lehrbeauftragter, Wissenschaftlicher Assistent oder Wissenschaftlicher Mitarbeiter)
- Außeruniversitäre Forschungsorganisationen wie die Max-Planck-Gesellschaft, die Fraunhofer-Gesellschaft, die Helmholtz-Gemeinschaft Deutscher Forschungszentren, die Leibniz-Gemeinschaft oder das DLR
- Akademie der Wissenschaften, Bundesanstalten, große Museen, Bibliotheken und Archive
- Industrie (Abteilungen für Forschung bzw. für Entwicklung) und Ziviltechniker

## Schreibweise
Wissenschaftler wird häufiger verwendet, insbesondere in der Alltagssprache und im Norden des deutschen Sprachraums, während Wissenschafter als standardsprachliche Variante in Österreich und in der Schweiz in Gebrauch ist. Der Duden führt beide Schreibweisen an. Gegen das „l“ wird seit Karl Kraus argumentiert, dass viele Wörter mit „ler“ einen abwertenden Beigeschmack hätten.